# Bernier-réce

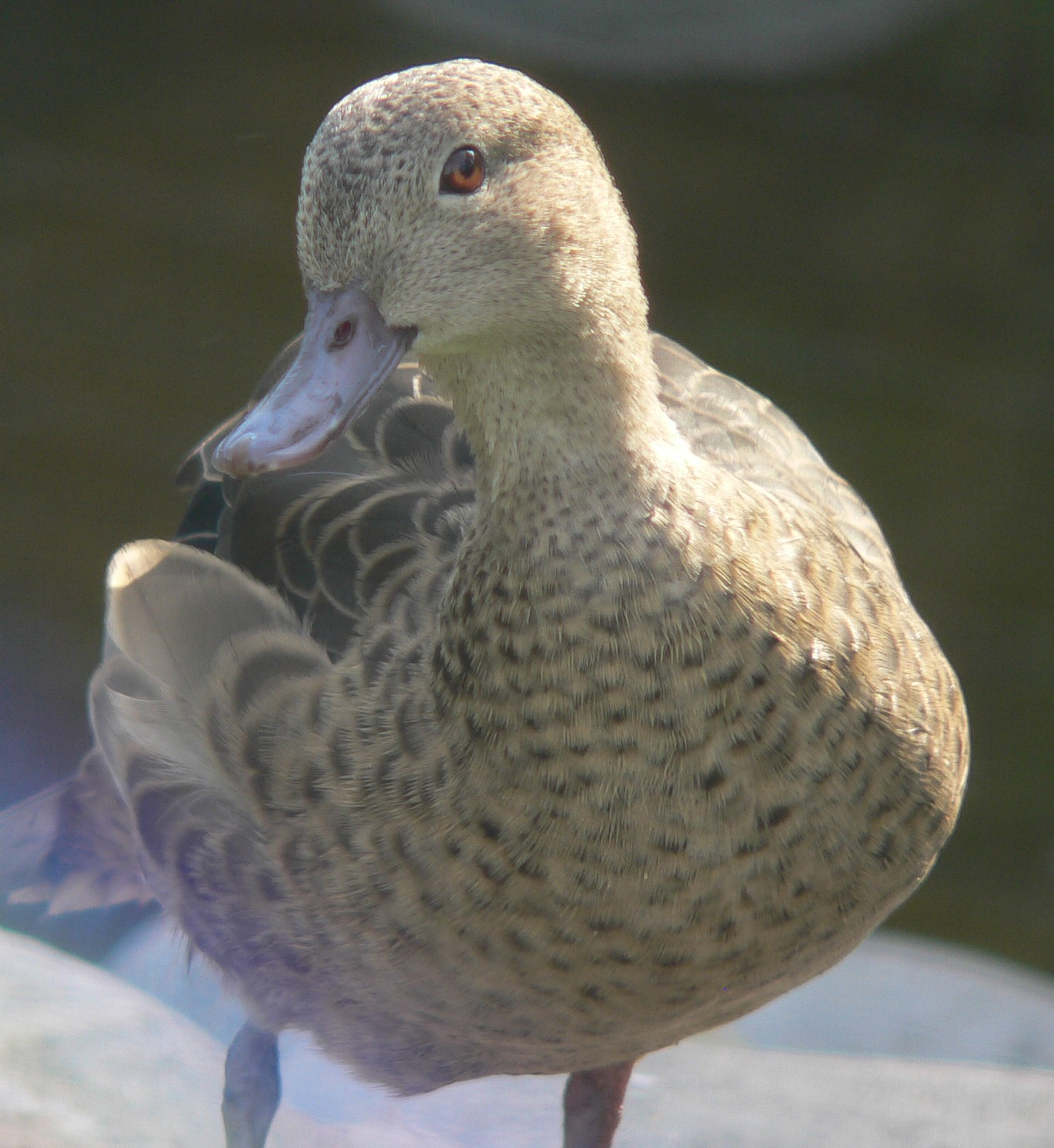

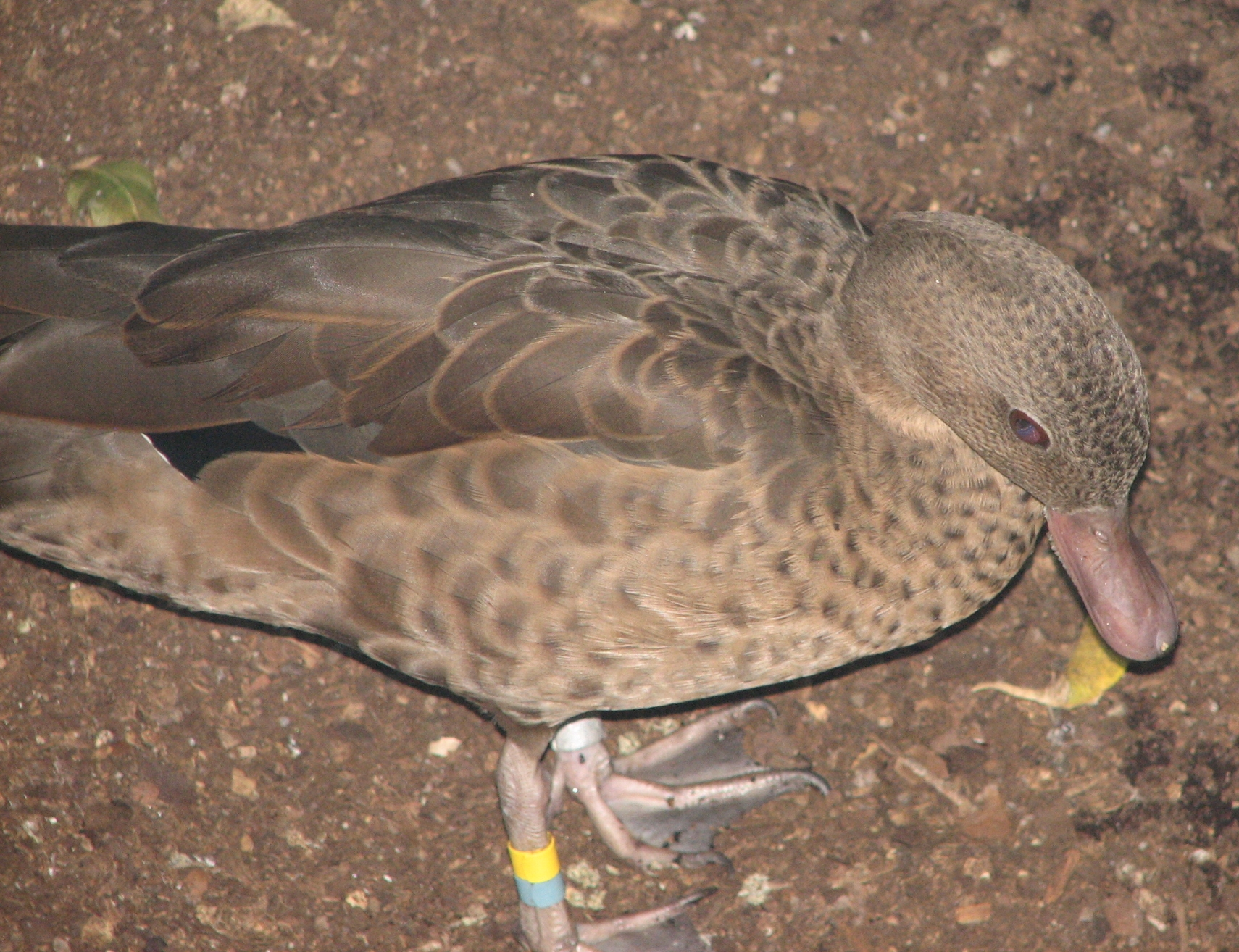

A Bernier-réce (Anas bernieri) a madarak osztályának lúdalakúak (Anseriformes) rendjébe és a récefélék (Anatidae) családjába tartozó faj.
A fehértorkú réce (Anas gibberifrons) közeli rokona, feltehetően attól a fajtól származik és a hosszú elszigeteletődés hatására vált önálló fajjá.
Nevét Chevalier J. A. Bernierről kapta. 1850-ben fedezték fel és 1860-ban lett tudományosan leírva.

## Előfordulása
Madagaszkár szigetének nyugati, tengerparti részén él. Korábban elterjedt faj volt a tavakban és a folyókban, de az élőhelyeit jelentő változások hatására sok felé kihalt. Mára legnagyobb populációja a Bemamba-tavon található. 
A tavon intenzív rizstermesztés folyik, mára csak a tó egy kis részén áll fenn a természetes állapot. A tóba 1950-ben élelmezési céllal betelepítettek egy halfajt, amelyik a tó vízinövény állományinak java részét mára felélte.
Mindezek jelentősen csökkentették a faj egyedszámát. Ráadásul a tavat szegélyező nádast, amelybe a récék a fészkeiket rakják gyakran felégetik a parasztok. Ráadásul a fajt húsa miatt még vadásszák is. A faj egyedszáma az 1993-as becslés során nem haladta meg az 500 egyedet, így egyike a leginkább veszélyeztetett récefélének.

## Megjelenése
Testhossza 40-45 centiméter. A nemek között csekély mértékű az ivari dimorfizmus. Mindkét ivar barnás színezetű, a hímek csőre és lábai vöröses színűek, ezzel szemben ezek a tojóknál barnás színűek.

## Életmódja
Életmódjának legtöbb vonása nem ismert. Feltehetően az esős évszak során költ. Fészkeit a vizek partjain található nádas védelmébe építi. Többnyire 6 tojást rak.

## Fogságban való tartása
Összehangolt tenyésztéssel próbálják meg megmenteni a fajt a teljes kipusztulástól. Európában az Európai Állatkertek és Akváriumok Szövetsége felügyelete alá tartozó Európai Veszélyeztetett Fajok Programja (EEP) keretében tenyésztik a faj egyedeit.
Mivel tollazata eléggé jellegtelen, így korábban nem foglalkoztak díszmadárként való tartásával. Mivel azonban állományai katasztrofálisan lecsökkentek az 1990-es évekre, a Gerald Durrell brit természettudós által vezetett Jersey Állatkert (mely mindig megpróbált megmenteni néhány fajt bolygónk kihalóban levő állatai közül) elindított egy fogságban való szaporítási programot. Mivel a program sikeresnek bizonyult, több állatkert is be tudott kapcsolódni, mint például a Walsrodei Madárpark, a Kölni Állatkert és a Zürichi Állatkert.
A Bernier-récék, a récefélék többségéhez hasonlóan fogságban könnyen tarthatóak és szaporításuk is megoldható, így fennáll a remény, hogy a Hawaii lúdhoz hasonlóan egyszer talán ezt a récefajt is az állatkertek fogják megmenteni a kihalástól.